# Iliórrachi
Iliórrachi (Iliorrachi) är en ort i Grekland.   Den ligger i prefekturen Nomós Ioannínon och regionen Epirus, i den nordvästra delen av landet, 300 km nordväst om huvudstaden Aten. Iliórrachi ligger 444 meter över havet och antalet invånare är 112.
Terrängen runt Iliórrachi är kuperad åt nordväst, men åt sydost är den bergig. Runt Iliórrachi är det glesbefolkat, med 9 invånare per kvadratkilometer. Närmaste större samhälle är Kónitsa, 4,6 km öster om Iliórrachi. I omgivningarna runt Iliórrachi växer i huvudsak blandskog.